# Trône royal de Rhens
Le trône royal de Rhens (Königsstuhl Rhens) est un bâtiment octogonal à deux étages représentant un trône royal géant, à Rhens sur le Rhin au sud de Coblence. C'est l'endroit ou les princes-électeurs du Saint-Empire romain germanique se réunissaient au Moyen Âge pour débattre et élire l’empereur du Saint-Empire. Les princes y avaient notamment finalisé l'accord de Rhense (Kurverein von Rhense (de)) en 1338, consolidant leur union, pour ensuite créer le code juridique de la Bulle d'or.
L’édifice original datant d’avant 1398, qui se trouvait à une position décalée du bâtiment actuel, sur la rive du Rhin, a été détruit en 1795 pendant la guerre de la Première Coalition et l’occupation française de la rive gauche du Rhin. Le bâtiment actuel est une réplique construite en 1842.

## Histoire
En l’an 1273 a eu lieu une première réunion des quatre princes-électeurs de Rhénanie, dans le «Nussbaumgarten» (jardin aux noyers) au bord du Rhin à Rhens. Ces quatre princes étaient ceux de Mayence, Trèves, Cologne ainsi que le comte palatin du Rhin. Ce lieu a été choisi, car leurs différents territoires se joignirent à cet endroit. C’était alors une réunion préparatoire à l’élection de Rodolphe Ier de Habsbourg comme roi romain germanique du Saint-Empire.
D’autres rencontres préparatoires ont eu lieu à Rhens pour les élections d’autres rois romain germaniques, à savoir Henri VII de Luxembourg en 1308 et Louis IV (de Bavière) en 1313/14.
En 1338, les princes ont conclu l’accord de Rhense, le « Kurverein von Rhense » qui, peu de temps après, devient loi de l’empire à Francfort.

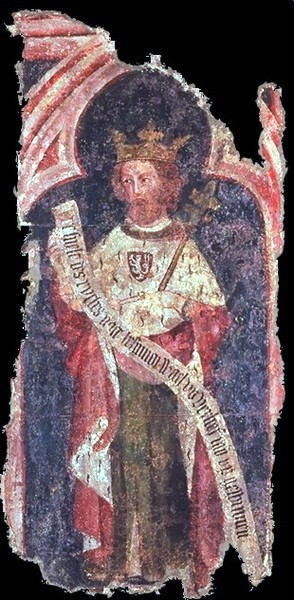
Charles IV (empereur du Saint-Empire), initiateur pour la construction du Königsstuhl (trône royal).

La première élection royale à Rhens a lieu en 1346 et Charles IV est élu d’abord comme Antiroi. 10 ans plus tard, selon le code de la Bulle d'or c’est Francfort qui a été désigné comme lieu d’élection du roi. Ainsi, en 1376, les préparations pour l’élection royale de Venceslas de Luxembourg, fils de Charles IV, ont eu lieu à Rhens, puis l'élection même à Francfort le 10 juin 1376. Charles IV décrète alors que l’on construise un « siège en pierre » sur lequel les princes électeurs devraient désormais nommer leur roi.
Ce trône royal devrait être construit par les habitants de Rhens, qui, en contre-parti obtenaient le privilège d’exploiter un péage fluvial en remboursement des frais de construction et d’entretien.
L’existence de ce trône en pierre est confirmée pour la première fois dans un document de 1398 à l’occasion d’une probable visite de Venceslas à Rhens. Après que celui-ci a été destitué en 1400, Robert Ier du Saint-Empire était le premier roi et futur empereur, que l’on porta sur le trône de Rhens. Après la mort de Robert, le lieu de Rhens perdait peu a peu son importance, mais en 1433, Frédéric III a été élevé sur ce trône du «Königsstuhl» pour y prononcer son serment sur l’empire et recevoir l’adoubement. Maximilien Ier aurait également monté sur ce trône lors de son voyage de Francfort à Aix-la-Chapelle. D’autres sources suggèrent que Robert Ier du Saint-Empire était le premier et dernier roi vraiment élu sur le bâtiment du Königsstuhl à Rhens, puisque Francfort avait été désigné comme nouveau lieu d’élection et que le Königsstuhl de Rhens servait par la suite comme lieu de rencontre pour préparer les élections. Quelques historiens pensent que la construction du bâtiment en pierre par Charles IV était pour Rhens une compensation du fait que les votations avaient désormais lieu à Francfort. Les rois et empereurs qui suivirent étaient élus à Francfort, mais visitèrent le Königsstuhl de Rhens à l’occasion de leurs voyages de couronnement vers Aix-la-Chapelle, afin de monter sur ce trône pour y prononcer le serment de fidélité et être présenté au peuple. Cette tradition s’est perdue vers 1550 pour les successeurs de Maximilien Ier.
Après une restauration du Königsstuhl en 1624 par le landgrave Georges II de Hesse, le bâtiment s’est dégradé lentement pendant les 170 ans qui suivirent.
Il a finalement été détruit pendant les guerres napoléoniennes en 1795, puis les pierres vendues à la population par les soldats français lors de la période d’occupation française. Les restes ont été complètement déblayés en 1805.
En 1826, une collecte de fonds fut organisée avec l’aide d’une plaque en relief du Königsstuhl, conçue par Karl Bernhard Hundeshagen (de), puis, avec le support du roi Frédéric-Guillaume IV, le monument a été reconstruit entre 1841 et 1843, par l’architecte Johann Claudius von Lassaulx.
En 1848 le Königsstuhl été le lieu d'un grand rassemblement du peuple pour fêter l’ouverture du parlement de Francfort, le premier parlement élu d’Allemagne.
En 1929, le Königsstuhl a été délocalisé depuis le lieu initial vers son emplacement actuel sur la colline du « Schawall » près de la route fédérale B9. C’est un point de vue panoramique sur la ville de Rhens et la vallée du Rhin. Une plaque d’information signale l’endroit original du Königsstuhl sur la rive du Rhin au nord de Rhens. L’administration des châteaux en Rhénanie-Palatinat a procédé à une restauration du Königsstuhl entre 1979 et 1982 on y ajoutant l’emblème du Land Rhénanie-Palatinat.
Pendant de nombreuses années, le Königsstuhl avait été aussi l’endroit où les nouveaux maires de Coblence recevaient leur chaine collier (équivalent à l’écharpe en France). De fréquentes rencontres des maires de Coblence et de Rhens ont lieu à cet endroit depuis 1978.

## Construction
De par son plan de base, le Königsstuhl fait probablement suite à une construction plus ancienne en bois. L’actuel bâtiment se compose d’une plaque de fond octogonale, sur laquelle se dressent sept arcs extérieurs en ogive sur huit piliers extérieurs (chacun avec un contrefort sur le même socle), ainsi que huit arcs intérieurs et une colonne centrale octogonale, portant une plateforme également octogonale, qui est accessible par un escalier a 17 marches, ce dernier orienté au sud-ouest, à la place du huitième arc extérieure. Au-dessus de l’escalier se trouve un pignon et une autre ogive.
Les murs sont en roche de lave noir; les huit piliers et la colonne centrale en basalte. Le bas et le chapiteau de la colonne centrale sont d’origine et ont été récupères du bâtiment original. Les socles des piliers ont initialement été peints en blanc.
Le Königsstuhl initial (érigé avant 1398) avait de nombreuses différences par rapport à sa reconstruction de 1842 : Il ne disposait pas de pignon au-dessus de l’arc de l’escalier. L’extrémité haute des murs extérieurs étaient au même niveau que la plateforme. L’escalier était en angle droite, dont les premières marches montaient vers le nord-ouest, pour ensuite continuer vers les nord-est (comme actuellement la totalité de l’escalier). De plus, la partie haute de l’escalier était portée non pas par un mur massif, mais par un arc sur toute la largeur, laissant ainsi un passage en dessous de l’escalier. Les murs avaient un plâtrage et étaient peints dans un blanc, les pierres des murs n’etant pas visible.
Jusqu’à la moitié de la hauteur de l’escalier, les socles des piliers étaient en rouge, ainsi que la bordure de l’arc de l’escalier. Les huit contreforts étaient plus courts et avaient leurs propres socles, alors qu’aujourd’hui, les piliers er contreforts partagent le même socle. Les huit ogives extérieures étaient plus plates et apparaissaient plus larges que celles du bâtiment d’aujourd’hui. Sur le mur blanc extérieur coté sud-est (vers le Rhin) était dessiné l’aigle à deux têtes du Saint Empire Romain.